# Artur Slabašėvič
Artur Vasilevič Slabašėvič (in bielorusso Артур Васілевіч Слабашэвіч?; Minsk, 9 febbraio 1989) è un calciatore bielorusso, difensore del Medialiga.

## Carriera
Ha giocato nella massima serie bielorussa.